# Pontus Egberg
Pontus Egberg, född 1969, är en svensk basist.
Han är medlem i Treat, King Diamond och Tainted Nation. Han var tidigare medlem i bl.a. The Poodles, Zan Clan och Lion's Share. Han har även medverkat i Melodifestivalen 2006 och 2008 med The Poodles respektive med The Poodles och E-Type.